# Іштеки
Іште́ки (рос. Иштеки, чув. Иштек) — присілок у Чувашії Російської Федерації, у складі Аліковського сільського поселення Аліковського району.
Населення — 28 осіб (2010; 37 в 2002, 85 в 1979, 87 в 1939, 89 в 1926, 86 в 1906, 72 в 1897, 149 в 1858).
Національний склад (на 2002 рік):
- чуваші — 100 %

## Історія
Засновано 19 століття як виселок присілку Малі Тувани. До 1866 року селяни мали статус державних, займались землеробством, тваринництвом. 1931 року створено колгосп «14 річниця Червоного Жовтня». До 1927 року присілок входив до складу Аліковської волості Ядринського повіту. З переходом на райони 1927 року — спочатку у складі Аліковського, у період 1962–1965 років — у складі Вурнарського, після чого знову переданий до складу Аліковського району.